# Sóviet Supremo de la República Socialista Federativa Soviética de Rusia
El Sóviet Supremo de la República Socialista Federativa Soviética de Rusia (en ruso: Верховный Совет РСФСР, Verjovny Soviet RSFSR) era el sóviet supremo (mayor órgano legislativo) de la RSFS de Rusia, una de las repúblicas constituyentes de la Unión Soviética, entre 1938 y 1990. Tras la disolución de la Unión Soviética, desde el 25 de diciembre de 1991, pasó a llamarse Sóviet Supremo de la Federación de Rusia. Entre 1990 y 1993, actuó como parlamento, elegido por el Congreso de los Diputados del Pueblo de la RSFS de Rusia.

## Historia
El Sóviet Supremo de la RSFS de Rusia fue establecido con una estructura similar a la del Sóviet Supremo de la Unión Soviética en 1938, a instancias del Comité Ejecutivo Central de la Unión Soviética como máximo órgano de poder de la RSFS de Rusia, siendo ambos Sóviets Supremos unicamerales.
Los diputados del Sóviet Supremo de la RSFS de Rusia eran elegidos por sufragio secreto y universal por mayores de 18 años en elecciones legislativas por un período de cuatro años y, desde 1978, por cinco años. Entre 1938 y 1993, hubo un total de once convocatorias. Entre 1990 y 1993, contó con dos cámaras: el Sóviet de la República y el Sóviet de Nacionalidades que sumaban 252 diputados, divididos entre el Sóviet de la República (126 diputados), elegido proporcionalmente a la población, y otros 126 diputados del Sóviet de las Nacionalidades, representando a los sujetos federales de Rusia.   
En la década de 1940, el Presídium del Sóviet Supremo y el Consejo de Ministros de la RSFS de Rusia se establecieron en las antiguas mansiones de los condes Ostermánov (calle Delegátskaya, 3), que más tarde, en 1991, se convirtieron en museo. Las sesiones se celebraban en el Gran Palacio del Kremlin. En 1981, el Sóviet Supremo fue trasladado a un edificio especialmente construido para él en la explanada de Krasnoprésnenskaya, la Casa Blanca de Moscú.
Previamente a 1990, el líder de jure de la RSFS de Rusia, el Presidente del Presidium del Soviet Supremo de la RSFS de Rusia, ejercía sólo poderes nominales. En contraste con otras repúblicas soviéticas, la RSFS de Rusia no poseía su propio partido comunista y por tanto no tenía su propio secretario general (lo que dotaba a las otras repúblicas de un relativo poder independiente) hasta 1990.
Tras la adopción de enmiendas a la Constitución de la RSFS de Rusia de 1978 en octubre de 1989, el puesto del Presidente del Presidium del Soviet Supremo de la RSFS de Rusia fue abolido, y el liderazgo del Sóviet Supremo pasó en mayo de 1990 directamente al Presidente del Sóviet Supremo de la RSFS de Rusia.

## Estructura

### Presídium
El presídium era el órgano con funciones legislativas encargado de dirigir al Sóviet Supremo durante los periodos entre sesiones de este. Los miembros de este eran elegidos por los diputados al inicio de cada convocatoria. Sus funciones eran convocar las sesiones del Sóviet Supremo, interpretar las leyes, otorgar títulos honoríficos y condecoraciones, relevar y designar a ministros locales a propuesta del Presidente del Consejo de Ministros, entre otras. Estaba formado por un presidente, 17 vicepresidentes (uno por cada república autónoma y óblast autónomo de la RSFS de Rusia), un secretario y 33 miembros ordinarios. 

### Diputados
Los diputados del Sóviet Supremo de la RSFS de Rusia eran electos sobre la base de sufragio universal, igual y directo en votación secreta por ciudadanos mayores de 18 años, en proporción de un diputado por cada 150,000 habitantes.

## Facultades
El Sóviet Supremo de la República Socialista Federativa Soviética de Rusia elegía un Presídium responsable ante él, y también formaba al Gobierno; elegía al Consejo de Ministros de la República Socialista Federativa Soviética de Rusia, y a la Corte Suprema de la República Socialista Federativa Soviética de Rusia. También los diputados eligieron a los jefes de los comités ejecutivos locales y parcialmente a sus diputados, el estado mayor de mando de los distritos militares ubicados en el territorio de la RSFS de Rusia.
Los deberes del Sóviet Supremo también consistían en:
- Modificar la Constitución de la República Socialista Federativa Soviética de Rusia y adoptar nuevas versiones;
- Publicar y aprobar los planes económicos nacionales y el presupuesto estatal de la república;
- Supervisar el estado y la gestión de las empresas subordinadas a la Unión y supervisarlas.

La forma principal de la actividad del Sóviet Supremo eran las sesiones, que el Presídium convocaba dos veces al año. Asimismo, ante solicitud del Presídium o a solicitud de un tercio de los diputados, se podían convocar sesiones extraordinarias y solemnes (dedicadas a fechas destacadas). El Sóviet Supremo formaba comisiones permanentes y temporales. Las leyes fueron aprobadas por mayoría de votos de los diputados que participaron en la reunión del Sóviet Supremo.

## Convocatorias
| Convocatoria      | Periodo   |
| ----------------- | --------- |
| I Convocatoria    | 1938-1947 |
| II Convocatoria   | 1947-1951 |
| III Convocatoria  | 1951-1955 |
| IV Convocatoria   | 1955-1959 |
| V Convocatoria    | 1959-1963 |
| VI Convocatoria   | 1963-1967 |
| VII Convocatoria  | 1967-1971 |
| VIII Convocatoria | 1971-1975 |
| IX Convocatoria   | 1975-1980 |
| X Convocatoria    | 1980-1985 |
| XI Convocatoria   | 1985-1990 |

## Presidente delPresídiumdel Sóviet Supremo de la RSFS de Rusia
| Imagen | Imagen | Nombre                                                                       | Inicio                  | Fin                     | Partido político  |
| ------ | ------ | ---------------------------------------------------------------------------- | ----------------------- | ----------------------- | ----------------- |
|        |        | Alekséi Badáyev                                                              | 19 de julio de 1938     | 9 de abril de 1943      | Partido Comunista |
|        |        | Iván Vlásov (en funciones)                                                   | 9 de abril de 1943      | 4 de marzo de 1944      | Partido Comunista |
|        |        | Nikolái Shvérnik                                                             | 4 de marzo de 1944      | 25 de junio de 1946     | Partido Comunista |
|        |        | Iván Vlásov                                                                  | 25 de junio de 1946     | 7 de julio de 1950      | Partido Comunista |
|        |        | Mijaíl Tarásov                                                               | 7 de julio de 1950      | 16 de abril de 1959     | Partido Comunista |
|        |        | Nikolái Ignátov                                                              | 16 de abril de 1959     | 26 de noviembre de 1959 | Partido Comunista |
|        |        | Nikolái Orgánov                                                              | 26 de noviembre de 1959 | 20 de diciembre de 1962 | Partido Comunista |
|        |        | Nikolái Ignátov                                                              | 20 de diciembre de 1962 | 14 de noviembre de 1966 | Partido Comunista |
|        |        | Puesto vacante (Ejercen los vicepresidentes: Timoféi Ajázov y Piotr Sysóiev) | 14 de noviembre de 1966 | 23 de diciembre de 1966 | Partido Comunista |
|        |        | Mijaíl Yasnov                                                                | 23 de diciembre de 1966 | 26 de marzo de 1985     | Partido Comunista |
|        |        | Vladímir Orlov                                                               | 26 de marzo de 1985     | 3 de octubre de 1988    | Partido Comunista |
|        |        | Vitali Vorotnikov                                                            | 3 de octubre de 1983    | 29 de mayo de 1990      | Partido Comunista |

## Presidente del Sóviet Supremo de la RSFS de Rusia en 1938-1990
| Imagen | Imagen | Nombre               | Inicio              | Fin                 | Partido político  |
| ------ | ------ | -------------------- | ------------------- | ------------------- | ----------------- |
|        |        | Andréi Zhdánov       | 15 de julio de 1938 | 20 de junio de 1947 | Partido Comunista |
|        |        | Mijaíl Tarásov       | 20 de junio de 1947 | 14 de marzo de 1951 | Partido Comunista |
|        |        | Leonid Soloviov      | 14 de marzo de 1951 | 23 de marzo de 1955 | Partido Comunista |
|        |        | Iván Goroshkin       | 23 de marzo de 1955 | 15 de abril de 1959 | Partido Comunista |
|        |        | Vasili Prójorov      | 15 de abril de 1959 | 4 de abril de 1963  | Partido Comunista |
|        |        | Vasili Krestianínov  | 4 de abril de 1963  | 11 de abril de 1967 | Partido Comunista |
|        |        | Mijaíl Miliónschikov | 11 de abril de 1967 | 27 de mayo de 1973  | Partido Comunista |
|        |        | Vladímir Kotélnikov  | 30 de julio de 1973 | 25 de marzo de 1980 | Partido Comunista |
|        |        | Nikolái Gribachov    | 25 de marzo de 1980 | 16 de mayo de 1990  | Partido Comunista |

## 1990–1993
En 1990-1993, el Sóviet Supremo estaba formado por 252 diputados en dos cámaras iguales –el Sóviet de la República (presidente: Ramazán Abdulatípov) y el Sóviet de las Nacionalidades (presidente: Veniamín Sokolov)–. Sin embargo, el carácter bicameral del Sóviet Supremo era nominal, debido a que las decisiones más importantes eran adoptadas como resoluciones conjuntas de ambas cámaras; muchos de los comités legislativos estaban compartidos entre ambas.
Tras la disolución de la Unión Soviética, en diciembre de 1991, la RSFS de Rusia pasó a denominarse Federación de Rusia. El Sóviet Supremo de la Federación de Rusia dejó de existir tras la crisis constitucional rusa de 1993.

### Presidente del Sóviet Supremo de la RSFS de Rusia/Federación de Rusia en 1990-1993
| Nombre                           | Periodo                                      |
| -------------------------------- | -------------------------------------------- |
| Borís Yeltsin                    | 29 de mayo de 1990 – 10 de julio de 1991     |
| Ruslán Jasbulátov (en funciones) | 10 de julio de 1991 – 29 de octubre de 1991  |
| Ruslán Jasbulátov                | 29 de octubre de 1991 – 4 de octubre de 1993 |

### Primer Vicepresidente del Sóviet Supremo de la RSFS de Rusia/Federación de Rusia en 1990-1993
| Nombre            | Periodo                                  |
| ----------------- | ---------------------------------------- |
| Ruslán Jasbulátov | 29 de mayo de 1990 – 10 de julio de 1991 |
| Serguéi Filátov   | 1991 – enero de 1993                     |
| Yuri Voronin      | enero de 1993 – octubre de 1993          |